# Сірий Валентин Павлович
Сірий Валентин Павлович (12 грудня 1937, с. Золотоношка, Драбівський район, Черкаська область, Українська РСР — 11 травня 2021) — український графік. Заслужений художник України (2010). Член національної спілки художників України (1990). Лауреат міських мистецьких конкурсів.

### Життєпис
У Золотоноші закінчив школу, пішов до Армії. Працював завідувачем сільського клубу. У 1959 році вступив до Київського училища прикладного мистецтва на відділ кераміки, по закінченню відразу був прийнятий до Київського художнього інституту. Закінчив Київський державний художній інститут (1971). Педагоги з фаху: Т. Лящук, С. Грош, О. Басанець.
Працює в галузі графіки, монументально-декоративного мистецтва, живопису.
Учасник всеукраїнських, обласних та персональних художніх виставок. Твори зберігаються в музеях України та приватних колекціях.
У 2010 році в Черкаському музеї «Кобзаря» відбулася виставка робіт художника, на якій  презентувалося близько десяти робіт. У цьому році В. П. Сірому було присвоєно звання заслуженого художника України.
Основні твори, плакати:
- «Іван Вишенський» (1968),
- «Ілько Голота» (1969),
- панно «Витоки» (1988),
- «Наша дума» (1989),
- серія портретів односельчан (1998)
- «Баба Марія», «Юра» (1999)
- «Зима», «Весна у Нечаївці» (2008)